# Трусина (Коњиц)
Трусина је насељено место у Босни и Херцеговини, у општини Коњиц, у Херцеговачко-неретванском кантону које административно припада Федерацији Босне и Херцеговине. Према попису становништва из 2013. у насељу је живјело 143 становника.

## Географија
Налази се у долине реке Неретвице.
Овде је био Масакр у Трусини.

## Историја
Припадници Специјалног одреда за посебне намене Армије РБиХ под називом „Зулфикар“ и припадници 45. брдске бригаде Армије БиХ „Неретвица“ напали су 16. априла 1993. године село Трусина и убили 19 цивила, а ранили четири. Међу жртвама је било и деце од две и четири године. Убијена су и три војника ХВО-а, који су се претходно предали.

## Становништво
По последњем службеном попису становништва из 1991. године, у насељу Трусина живело је 309 становника.
| Националност | 1991.        | 1981.        | 1971.        |
| Хрвати       | 155 (50,16%) | 166 (59,93%) | 249 (64,34%) |
| Муслимани    | 152 (49,19%) | 105 (37,91%) | 125 (32,30%) |
| Југословени  | 2 (0,65%)    | 6 (2,16%)    |              |
| Срби         |              |              | 9 (2,32%)    |
| остали       |              |              | 4 (1,03%)    |
| Укупно       | 309          | 277          | 387          |